# Гадж-Юсеф (Марказі)
Гадж-Юсеф (перс. حاج يوسف) — село в Ірані, у дегестані Гендудур, у бахші Сарбанд, шагрестані Шазанд остану Марказі. За даними перепису 2006 року, його населення становило 86 осіб, що проживали у складі 24 сімей.

## Клімат
Середня річна температура становить 10,24 °C, середня максимальна – 29,47 °C, а середня мінімальна – -12,34 °C. Середня річна кількість опадів – 279 мм.
| Клімат поселення                              | Клімат поселення | Клімат поселення | Клімат поселення | Клімат поселення | Клімат поселення | Клімат поселення | Клімат поселення | Клімат поселення | Клімат поселення | Клімат поселення | Клімат поселення | Клімат поселення | Клімат поселення |
| Показник                                      | Січ.             | Лют.             | Бер.             | Квіт.            | Трав.            | Черв.            | Лип.             | Серп.            | Вер.             | Жовт.            | Лист.            | Груд.            |                  |
| Середній максимум, °C                         | 4,60             | 6,74             | 10,68            | 17,43            | 22,64            | 27,59            | 29,29            | 29,47            | 24,47            | 18,08            | 11,36            | 6,05             |                  |
| Середня температура, °C                       | −3,87            | −1,73            | 2,20             | 8,95             | 14,16            | 19,13            | 23,48            | 23,68            | 18,69            | 12,29            | 5,57             | 0,27             |                  |
| Середній мінімум, °C                          | −12,34           | −10,21           | −6,26            | 0,48             | 5,70             | 10,65            | 17,71            | 17,89            | 12,88            | 6,51             | −0,22            | −5,52            |                  |
| Норма опадів, мм                              | 42               | 38               | 52               | 38               | 33               | 6                | 1                | 1                | 0                | 6                | 25               | 37               |                  |
| Середньомісячна швидкість вітру, м/с          | 1.17             | 2.06             | 2.86             | 2.74             | 2.50             | 2.22             | 2.12             | 2.21             | 2.13             | 1.85             | 1.87             | 1.15             |                  |
| Середньомісячна сонячна радіація, кДж/м²·день | 9552             | 12624            | 15167            | 18446            | 22392            | 27050            | 25963            | 24172            | 21406            | 16040            | 11243            | 9250             |                  |
| --------------------------------------------- | ---------------- | ---------------- | ---------------- | ---------------- | ---------------- | ---------------- | ---------------- | ---------------- | ---------------- | ---------------- | ---------------- | ---------------- | ---------------- |
| Джерело:                                      |                  |                  |                  |                  |                  |                  |                  |                  |                  |                  |                  |                  |                  |